# Tour du Finistère 2008
Il Tour du Finistère 2008, ventitreesima edizione della corsa e valida come evento dell'UCI Europe Tour 2008 categoria 1.1, si svolse il 19 aprile 2008 su un percorso totale di circa 189,5 km. Fu vinto dal francese David Le Lay che terminò la gara in 4h30'02", alla media di 42,106  km/h.
Al traguardo 88 ciclisti portarono a termine il percorso.

## Ordine d'arrivo (Top 10)
| Pos. | Corridore           | Squadra         | Tempo    |
| ---- | ------------------- | --------------- | -------- |
| 1    | David Le Lay        | Bretagne        | 4h30'02" |
| 2    | Aleksejs Saramotins | Rietumu Bank    | a 7"     |
| 3    | Rémi Pauriol        | Crédit Agricole | s.t.     |
| 4    | Jackson Rodríguez   | Diquigiovanni   | a 12"    |
| 5    | Geoffroy Lequatre   | Agritubel       | s.t.     |
| 6    | Arnold Jeannesson   | Auber 93        | s.t.     |
| 7    | Yann Huguet         | Cofidis         | s.t.     |
| 8    | Jérôme Coppel       | F. des Jeux     | s.t.     |
| 9    | Pierrick Fédrigo    | Bouygues Télé.  | s.t.     |
| 10   | Niklas Axelsson     | Diquigiovanni   | s.t.     |